# Lustebo
Lustebo är en ort i Bjursås socken i Falu kommun belägen nordost om Falun nära Bjursås och Grycksbo. Orten klassades 1995 som en småort.
Sydväst om byn rinner Lusteboån som är en del av ett å- och sjösystem som sträcker sig ned till Falun och Runn och bland annat innehåller sjöarna Grycken och Varpan. Vid ån finns Lustebo kraftstation som uppfördes 1892–1894 av Grycksbo pappersbruk. Kraftstationen stannade i pappersbrukets ägares Stora ägo ända till Falu Energi köpte det 1993. Uppströms finns en större sjö, Gopen.